# Innerwish
InnerWish är ett grekiskt power metal-band som bildades 1995 i Aten.

## Medlemmar
Nuvarande medlemmar
- George Georgiou – keyboard
- Manolis Tsigos – gitarr (1995– )
- Thimios Krikos – gitarr (1995– )
- Antonis Mazarakis – basgitarr (1999– )
- Fragiskos Samoilis	 – trummor (2010– )
- George Eikosipentakis – sång (2013– )

Tidigare medlemmar
- Alexis Levenderis – basgitarr (?–1999)
- Fotis Benardo	 – trummor
- Pavlos Balatsoukas – trummor (?–1999)
- Dimitris Papalexis – keyboard
- Panagiotis Myolonas – keyboard, sång (1999–?)
- Yiannis Papanikolaou – sång (1995–1999)
- Babis Alexandropoulos – sång (2001–2011)
- Terry Moros – trummor (2010)

Alexandropolous slutade i oktober 2011 för att satsa på sina egna studier av klassisk sång.

## Diskografi
Studioalbum
- Waiting for the Dawn (1998)
- Silent Faces (2004)
- Inner Strength (2006)
- No Turning Back (2010)
- InnerWish (2016)[4]
- Ash Of Eternal flame (2024)

Annat
- Realms of the Night (2000) (delad EP med Reflection)